# Илоило (аэропорт)
Международный аэропорт Илоило (хилиг.: Pangkalibutan nga Hulugpaan sang Iloilo, таг. Paliparang Pandaigdig ng Iloilo) (ИАТА: ILO, ИКАО: RPVI), также известен как аэропорт Илоило, как Аэропорт Кабатуан, по названию муниципалитета Кабатуан в котором он расположен, и, иногда, Аэропорт Санта-Барбара по названию соседнего муниципалитета Санта-Барбара. Аэропорт обслуживает провинцию Илоило, включая её столицу, город Илоило, который является административным центром региона Западные Висайи на Филиппинах. Коммерческие перевозки в аэропорту начались 14 июня 2007 года после десяти лет его планирования и строительства. Илоило заменив старый аэропорт в Мандерриао, унаследовал его ИАТА и ИКАО коды. Это четвёртый по загруженности аэропорт на Филиппинах и первый аэропорт как в регионе Западные Висайи, так и на всём острове Панай, который был построен по международным стандартам, а также один из четырёх аэропортов в регионе, в планах которого стать международным шлюзом.
Аэропорт расположен в муниципалитете Кабатуан провинции Илоило, в 19 километрах к северо-западу от города Илоило на участке площадью 188 га. Комплекс аэропорта состоит из одной взлётно-посадочной полосы, различных административных и обслуживающих зданий, мусоро-сортировочных и водо-очистительных сооружений, электростанции, грузового терминала, а также основного пассажирского терминала. Его расположение на главной автомагистрали пересекающей остров, делает аэропорт доступным из всех частей Илоило и острова Панай по автомобильной дороге.
Построенный за срок чуть более 30 месяцев, Международный аэропорт Илоило является одним из крупнейших аэропортов построенных на Филиппинах. На торжественном открытии, президент Глория Макапагал-Арройо назвала аэропорт самым красивым и современным в стране, а также назвала его символом как политической воли, так и экономической зрелости.

## История

### Ситуация c аэропортом Мандерриао

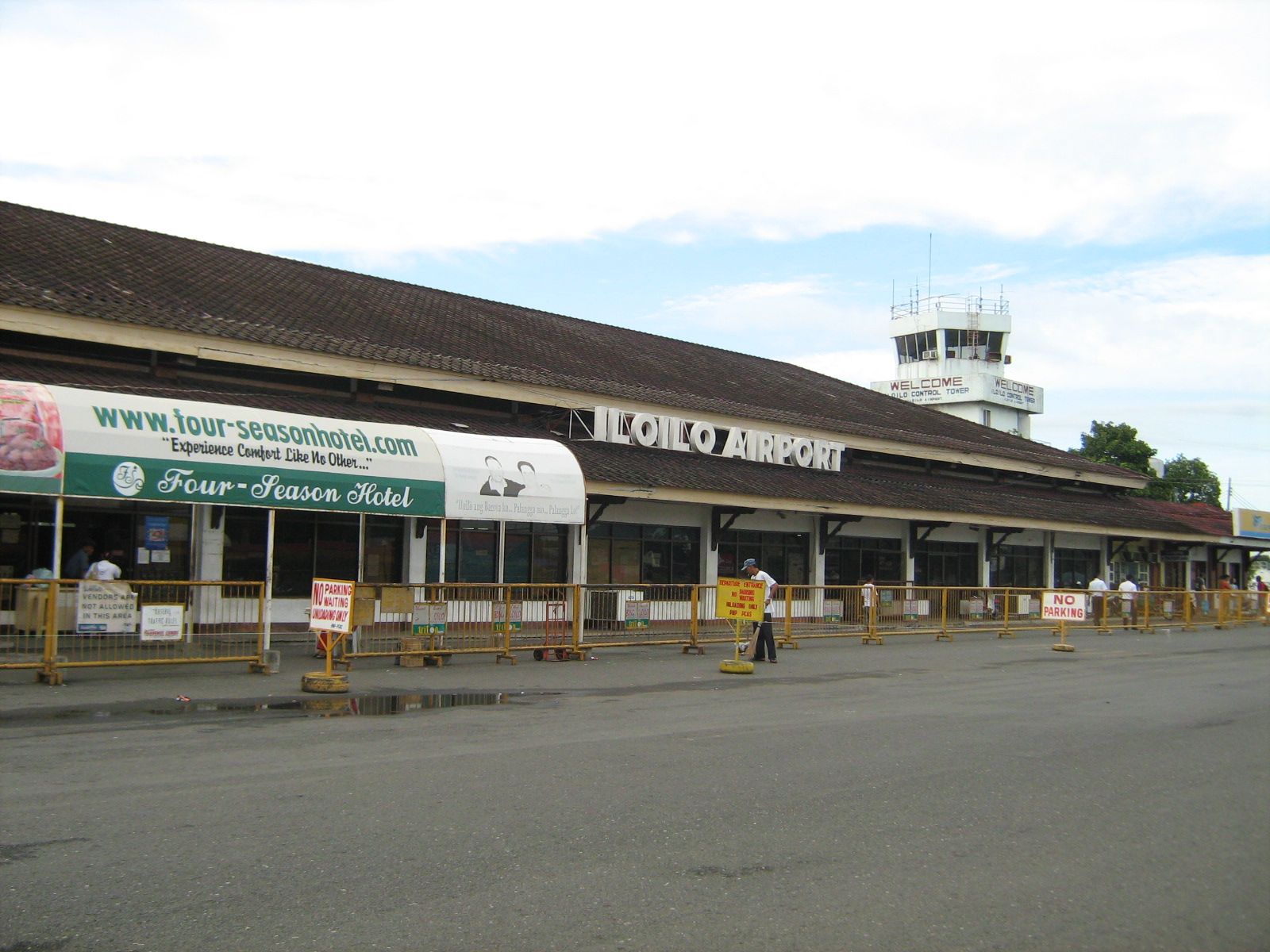
Старый аэропорт Илоило (Мандерриао).

До начала строительства международного аэропорта Илоило, город Илоило обслуживался аэропортом Мандерриао в Мандерриао, который эксплуатировался с 1937 года. Хотя, на протяжении большей части своей истории, старый аэропорт постоянно расширялся в целях удовлетворения меняющихся потребностей города, быстрая урбанизация города Илоило в 1990-е годы сделала дальнейшее расширение невозможным. Здание терминала, площадью 2202 квадратных метра, построенное в 1982 году для обработки пассажиропотока одной авиакомпании (а/к Филиппинские авиалинии была монополистом в то время), не смогло справиться с либерализацией филиппинской авиационной индустрии и последующего бума в авиаперелётах, когда целых четыре авиакомпании обслуживались в аэропорту одновременно. Для удовлетворения всех потребностей пассажиров в часы пик, необходимо было иметь пассажирский терминал площадью не менее 7800 квадратных метров.
Проблемы в аэропорту продолжались и в новом тысячелетии. Увеличение числа случаев терроризма на Филиппинах, например, заставило авиационных чиновников ограничить доступ в аэропорт (впускались только пассажиры), уплотнить двери и окна в терминалах аэропорта. В то же время архитектура аэропорта, в которой использовалась естественная вентиляция при отсутствии кондиционеров, сделала зоны вылета и прилёта очень неудобными для пассажиров. Для решения этой проблемы, Управление Воздушным Транспортом (предшественник Управления Гражданской Авиации Филиппин) установило шесть кондиционеров в зоне вылета. Несмотря на то, что установленные кондиционеры обеспечили определённую степень комфорта, чиновники Управления Воздушным Транспортом признали, что их усилия были недостаточными: для того, чтобы эффективно обеспечить комфортные условия во всём здании терминала, необходимо было установить как минимум 23 таких кондиционера. Жалобы пассажиров не ограничивались только отсутствием кондиционеров: несмотря на наличие рентгеновского аппарата для просвечивания багажа, он использовался только для пассажиров Филиппинских Авиалиний. Пассажиры, вылетающие другими авиакомпаниями, были вынуждены проходить ручной досмотр багажа.
В дополнение к проблемам со зданием терминала, расположение как самого аэропорта, так и прилегающей инфраструктуры, также были предметом многочисленных жалоб. Во первых, несмотря на то, что в аэропорт ежедневно приезжало до 1700 автомобилей, стоянка была рассчитана только на 129 мест, и дальнейшее её расширение не представлялось возможным. Во вторых, аэровокзальный комплекс был расположен непосредственно рядом с основными городскими магистралями, в частности, главной магистралью города, шоссе Томаса Конфесора, что значительно осложняло поток движения в районе расположения аэропорта и вокруг него. В какой-то момент, Управление Воздушным Транспортом, которое испытывало значительные трудности в управлении автомобильным движением вокруг аэропорта, предложило запретить грузовые перевозки в этом районе. Тем не менее, городские власти данную инициативу не поддержали.
В связи с изобилием проблем, которые создавал старый аэропорт, власти пришли к решению о строительстве нового аэропорта за пределами города, так появился проект Международного аэропорта Илоило.

### Проектирование и строительство
В октябре 1995 года мэрия города Илоило объявила о решении в сотрудничестве с частным сектором построить новый аэропорт за пределами города. Через год, Министерство транспорта и коммуникаций (DOTC) объявило о своём намерении построить новый аэропорт в Илоило с помощью Германии, которая разрабатывала большой аэропорт в городе Силай, Западный Негрос (который позже станет международным аэропортом Баколод-Силай). Хотя первоначально рассматривались два места: к северу от города в Санта-Барбаре и к югу от города в провинции Гимарас, Управление Воздушным Транспортом решило сохранить аэропорт в Илоило, выразив сомнение, что аэропорт в Гимарасе будет пользоваться спросом. Совет регионального развития в Западные Висайи получил одобрение от Национального управления экономикой и развитием (NEDA) в июле 1997 года. Несмотря на первоначальное одобрение, NEDA, ссылаясь на внутреннюю норму доходности ниже установленной «пороговой ставки» на пятнадцать процентов и невозможность приобретения около 415 гектаров земли для проекта за один год, отклонил проект аэропорта в феврале 1998 года, и проект был впоследствии исключен из программы «сотрудничество в рамках развития» правительством Германии.
Параллельно с разработкой нового аэропорта, Японское агентство международного сотрудничества (JICA) инициировала исследование по вопросу о возможности разработки и долгосрочного развития четырёх ключевых аэропортов на Филиппинах. В докладе назывались аэропорт Мандерриао, внутренний аэропорт Баколод, аэропорт аэропорт Легаспи и Аэропорт Даниэля З. Ромуальдеса в городе Таклобан, в этих аэропортах отмечался высокий рост пассажирского и грузового потоков и, в конечном итоге, необходимость их расширения. Президент Филиппин, Джозеф Эхерсито Эстрада, прислушался к рекомендациям доклада JICA, поэтому в ноябре 1998 года был подписан меморандум о создании Координационного комитета аэропорта Илоило во главе с сенатором Илоиловского происхождения Франклином Дрилоном. Координационный комитет решил, что для Илоило необходим новый аэропорт в связи с тем, что Мандерриао был признан нерасширяемым из-за наличия трущоб и других эксплуатационных, природных и социальных препятствий, которые сильно ограничивали возможности расширения. Кроме того, комитет, апеллируя к идее о том, что новый аэропорт будет служить вспомогательным для нового аэропорта в Баколоде, успешно пролоббировал для него международный статус вместо внутреннего. Наконец, в марте 2000 года, проект получил одобрение NEDA, с Кабатуаном в качестве местоположения нового аэропорта на основе исследования, проведенного как DOTC, а затем, годом позже, и JICA.
NEDA рассматривало достаточно много различных источников финансирования строительства аэропорта, в конечном итоге было решено обратиться за помощью к правительству Японии через новообразованный в то время Японский банк международного сотрудничества (JBIC). После первоначального отказа финансировать проект, последовали почти два года переговоров, и в августе 2000 года Японский банк международного сотрудничества предоставил филиппинскому правительству кредит в 6.2 млрд песо (примерно 152 000 000 долларов США).
Проект Международного аэропорта Илоило был анонсирован президентом Филиппин Глорией Макапагал-Арройо 25 января 2004 года, а строительные работы на месте нового аэропорта начались 14 апреля того же года. Срок окончания работ был запланирован на июнь 2007 года, но был перенесён на первый квартал 2007 года. Совместное предприятие японских корпораций Тайсэй и Шимицу стали подрядчиками проекта, а Phil-Japan Airport Consultants, Inc. стала компанией управляющей проектом, а также выступающей в качестве консультанта правительства. По состоянию на 14 июля 2006 года строительство было завершено на 75 процентов, а 18 марта 2007 года проект был завершён полностью. И хотя аэропорт был построен досрочно, бюджет строительства был перерасходован, что было вызвано увеличением стоимости строительных работ и консультационных услуг. Конечная стоимость строительства составила около 8.8 млрд песо (201 000 000 долларов США).

### Название
Проект строительства аэропорта официально назывался «Проект развития аэропорта Нью-Илоило», (англ. New Iloilo Airport Development Project или NIADP). Тем не менее, в стадии завершения строительства, появились насколько других вариантов его названия: Международный аэропорт Илоило, первоначальное название аэропорта, которое получило поддержку провинциальных и городских властей Илоило; Международный аэропорт Панай, предложенное президентом и поддержанное Советом регионального развития в Западные Висайи (англ. The Regional Development Council for Western Visayas или RDC), который в то время возглавлял губернатор провинции Антике С. З. Перес (S.Z. Perez); Международный аэропорт Грациано Лопес Джаена, в честь уроженца Илоило Грациано Лопеса Джаены, название предложенное фондом Грациано Лопеса Джаены при поддержке Совета регионального развития в Западные Висайи (англ. The Regional Development Council for Western Visayas или RDC) и губернатора провинции Антике Переса (S.Z. Perez), который также является членом фонда и одобренное Национальной исторической комиссией Филиппин.
Из этого списка названий, в первую очередь было исключено название Международный аэропорт Панай, из-за противодействия со стороны мэрии города Илоило и правительства провинции Илоило. Например, мэр Кабатуан и секретарь юстиции Рауль Гонсалес, оба ссылались на то, что неправильно давать одному аэропорту название такого большого острова, как Панай. Перспективы Международного аэропорта Грациано Лопес Джаена были намного лучше, например губернатор Илоило того времени Нил Тупас говорил, что возможность названия аэропорта имени Грациано Лопес Джаена следует изучить в первую очередь.
Местная газета Ньюс Тудей провела неофициальный опрос жителей Илоило, каким должно быть название аэропорта и почему. И хотя опрос не являлся официальным, более 90 процентов респондентов высказались за название Международный аэропорт Илоило.
Уже после открытия аэропорта, мэрия Кабатуан предложила переименовать аэропорт в честь Томаса Конфесора, уроженца Кабатуан, который когда-то выполнял обязанности губернатора Илоило, сенатора, а также известного как основателя Скаутского движения на Филиппинах. Против этого предложения выступил преемник Нила Тупаса, Артур Дефенсор, который апеллировал к тому, что нынешнее название имеет географическое значение. Также противниками предлагаемого изменения названия были сенатор Дрилон, бизнес-клуб Илоило и региональное отделение Министерства туризма Филиппин.

### Церемония открытия и начало деятельности
Первоначально открытие Международного аэропорта Илоило было запланировано на 19 марта 2007 года, когда сможет приземлиться первый рейс. Тем не менее, открытие было перенесено на 16 апреля, с коммерческим началом деятельности начиная с 21 апреля. Но и эта дата также была пересмотрена в связи с неспособностью президента принять участие в церемонии открытия из-за госпитализации её мужа Хосе Мигеля Арройо, новая дата была запланирована на конец апреля. Некоторые источники сообщили, что аэропорт откроется 10 мая 2007 года во время крупного политического предвыборного события, и что президент Арройо, как и ожидалось, будет присутствовать, однако от этой даты отказались в пользу даты после выборов 2007 года, в частности, даты в июне, дабы избежать политического подтекста от открытия аэропорта. Окончательной датой для торжественного открытия аэропорта стало 13 июня 2007 года, с началом коммерческой эксплуатации уже на следующий день. К этому времени авиакомпании уже успели перевести свои офисы в новый аэропорт.
Около 9:50 утра PST 13 июня 2007 года, приземлением президентского самолета в новом аэропорту, он был открыт официально. Губернатор Тупас, ведущие чиновники города и провинции Илоило приветствовали президента на новом объекте. В торжественном открытии нового аэропорта также приняли участие японский посол Ямадзаки и секретарь Министерства Транспорта и Связи Филиппин Мендоза. Сам по себе аэропорт был введён в эксплуатацию в 5:00 утра PST 14 июня, с одновременным выводом из эксплуатации аэропорта Мандерриао. Первым коммерческим рейсом приземлившемся в новом аэропорту стал Рейс 987 Филиппинских авиалиний , Боинг 737—200, который вылетел из Международного аэропорта имени Ниноя Акино, приземлился в 6:05 утра PST.
Рутинная работа аэропорта в первый день коммерческой деятельности в целом протекала гладко, хотя багажная лента и рентгеновские аппараты работали со сбоями из-за всплеска пассажиров. Некоторое напряжение в первый день работы аэропорта вызвали грузчики, которые работали в старом аэропорту, они настаивали на том, что бы их перевели на работу в новый. Управление Воздушным Транспортом, Министерство транспорта и коммуникаций (DOTC) и грузчики договорились о переговорах за закрытыми дверями, а позже делегировали решение этой проблемы Министерству транспорта и коммуникаций (DOTC).

## Инфраструктура

### Взлётно-посадочная полоса

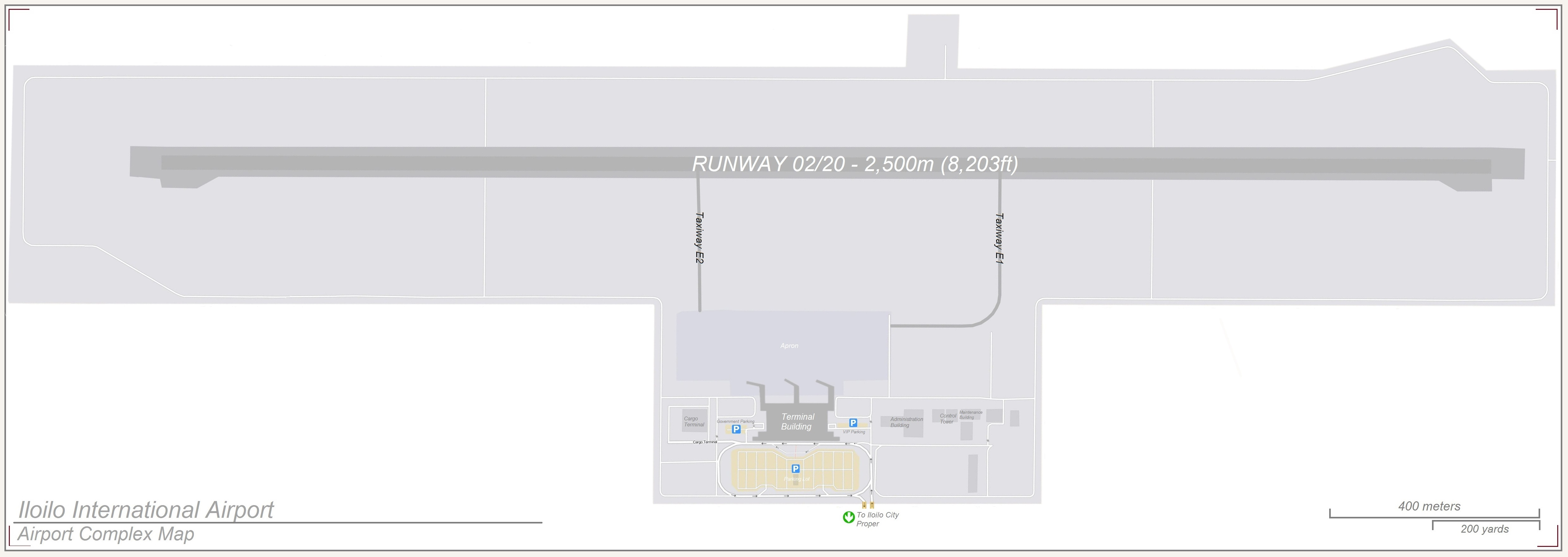
План аэропорта Илоило.

Международный аэропорт Илоило имеет одну 2500 метровую взлётно-посадочную полосу, шириной 45 метров. Взлётно-посадочная полоса работает в направлении 02/20, как и в аэропорту Мандерриао. В отличие от взлётно-посадочной полосы на Мандерриао, более длинная ВПП в Международном аэропорту Илоило может принимать самолёты такого размера, как Airbus A321, Airbus A330, Airbus A340, Boeing 757, Boeing 767 и Boeing 787. Установленные огни освещения взлётно-посадочной полосы и Курсо-глиссадная система, позволяют аэропорту принимать самолёты в условиях низкой видимости и функционировать круглосуточно при любых погодных условиях.

### Терминалы

#### Пассажирский терминал
Пассажирский терминал аэропорта, площадью 13 700 квадратных метров, обладает пропускной способностью 1 200 000 пассажиров в год. Он считается одним из самых красиво оформленных терминалов на Филиппинах, его архитектурный стиль напоминает Международный аэропорт Гонконга, хотя и в меньших масштабах. Терминал разделён на три уровня: зона прибытия и выдачи багажа на первом этаже, зона регистрации на втором этаже и зона вылета третьем этаже. Предотлётная зона в Международном аэропорту Илоило имеет вместимость 436 пассажиров. Три телескопических трапа выступают из терминала на 48 000 квадратных метров над перроном, позволяя Илоило обрабатывать до шести самолетов одновременно. В полностью выдвинутом состоянии, телескопические трапы растягиваются до длины в 35 метров.
Терминал оснащён шестью рентгеновскими аппаратами, эскалаторами и лестницами для вылетающих и прилетающих пассажиров. Также имеются два лифта, один для очень важных персон, а второй для инвалидов. В терминале установлены два карманных сада, один в зоне вылетов, второй в зоне прилётов. Здание оснащено десятью современными стойками регистрации с ЖК-мониторами. Для повышения энергоэффективности, в терминале широко используется естественное освещение. Другие доступные для пассажиров удобства включают в себя курилку, магазин беспошлинной торговли, ВИП зал, бизнес-зал (Mabuhay Lounge) для пассажиров бизнес-класса Philippine Airlines и стойки бронирования гостиниц и автомобилей, а также шопинг зоны и таксофоны.

#### Грузовой терминал
В международном аэропорту Илоило есть грузовой терминал, площадью 1281 квадратный метр, предназначенный для обработки до 11 500 тонн груза в год. Трёхэтажное здание, построенное в одном архитектурном стиле с пассажирским терминалом, оборудовано крытой платформой, зоной обработки грузов и таможней, имеется также своя отдельная парковка. Также тут находятся офисы авиакомпаний.

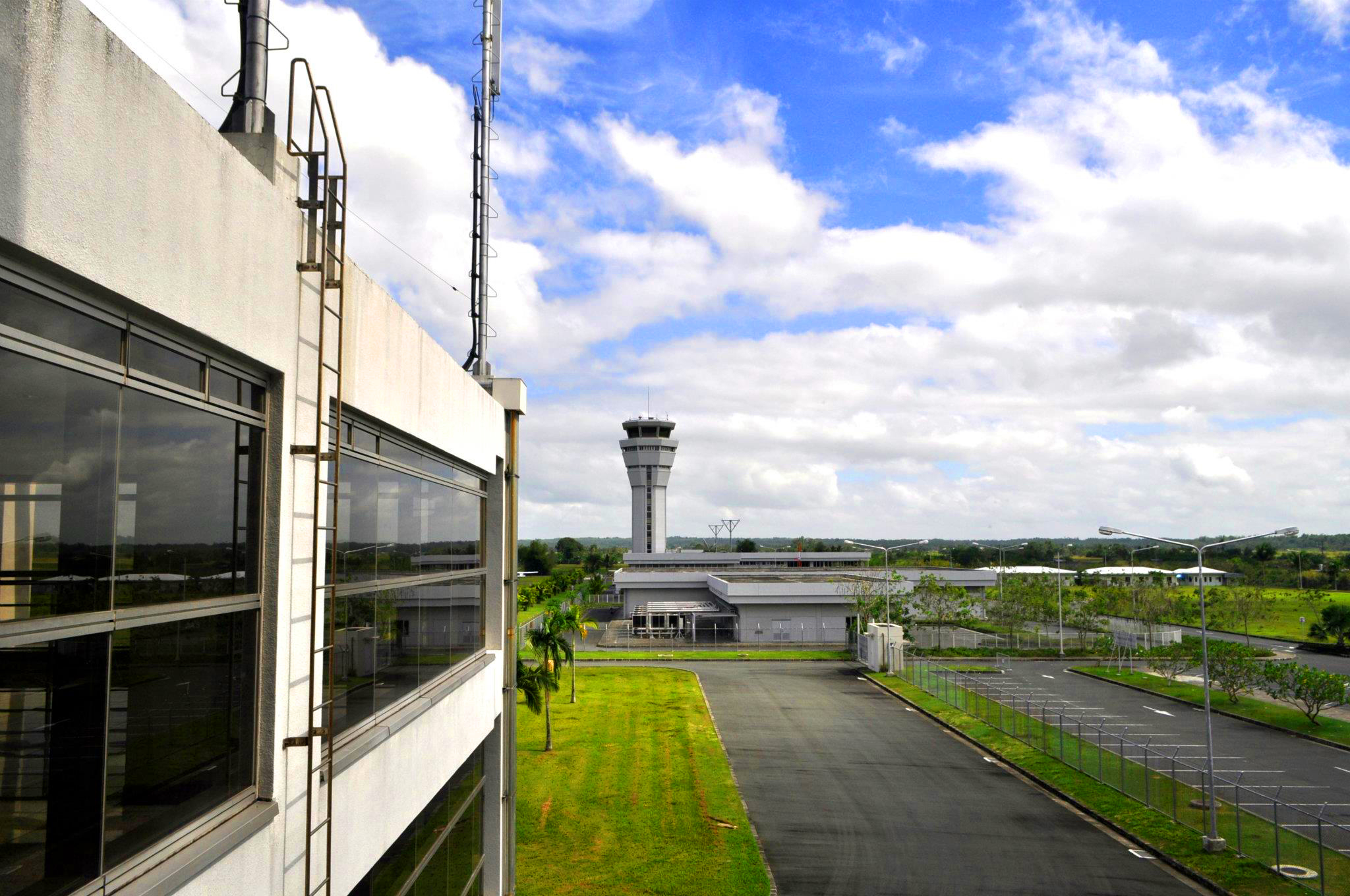
Командно-диспетчерский пункт аэропорта Илоило.

### Другая инфраструктура
Международный аэропорт Илоило имеет современную 35 метровую башню управления, оснащённую аэронавигационным оборудованием и радиолокационными системами. Брифинг комната пилотов находится внутри башни управления. Кроме того, комплекс аэропорта оснащён пожарным депо с тремя пожарными машинами, зданием ремонтной мастерской, зданием для размещения инженерного оборудования и административным зданием. Перед пассажирским терминалом находится парковка на 415 машиномест, которой могут пользоваться как пассажиры и посетители аэропорта, так и его сотрудники.
В аэропорту имеется система резервного питания и генераторная электростанция, которая позволяет аэропорту работать в случае отключения электроэнергии, возвращая подачу электроэнергии на объект в течение трёх секунд. Также в аэропорту имеются очистительные сооружения и пруд, площадью 6 га, использующийся для дренажа, а также для орошения близлежащих сельхозугодий. Система сортировки и обработки отходов на территории аэропорта преобразует твёрдые отходы в удобрения, которые используются на близлежащих фермах.

## Авиакомпании и пункты назначения

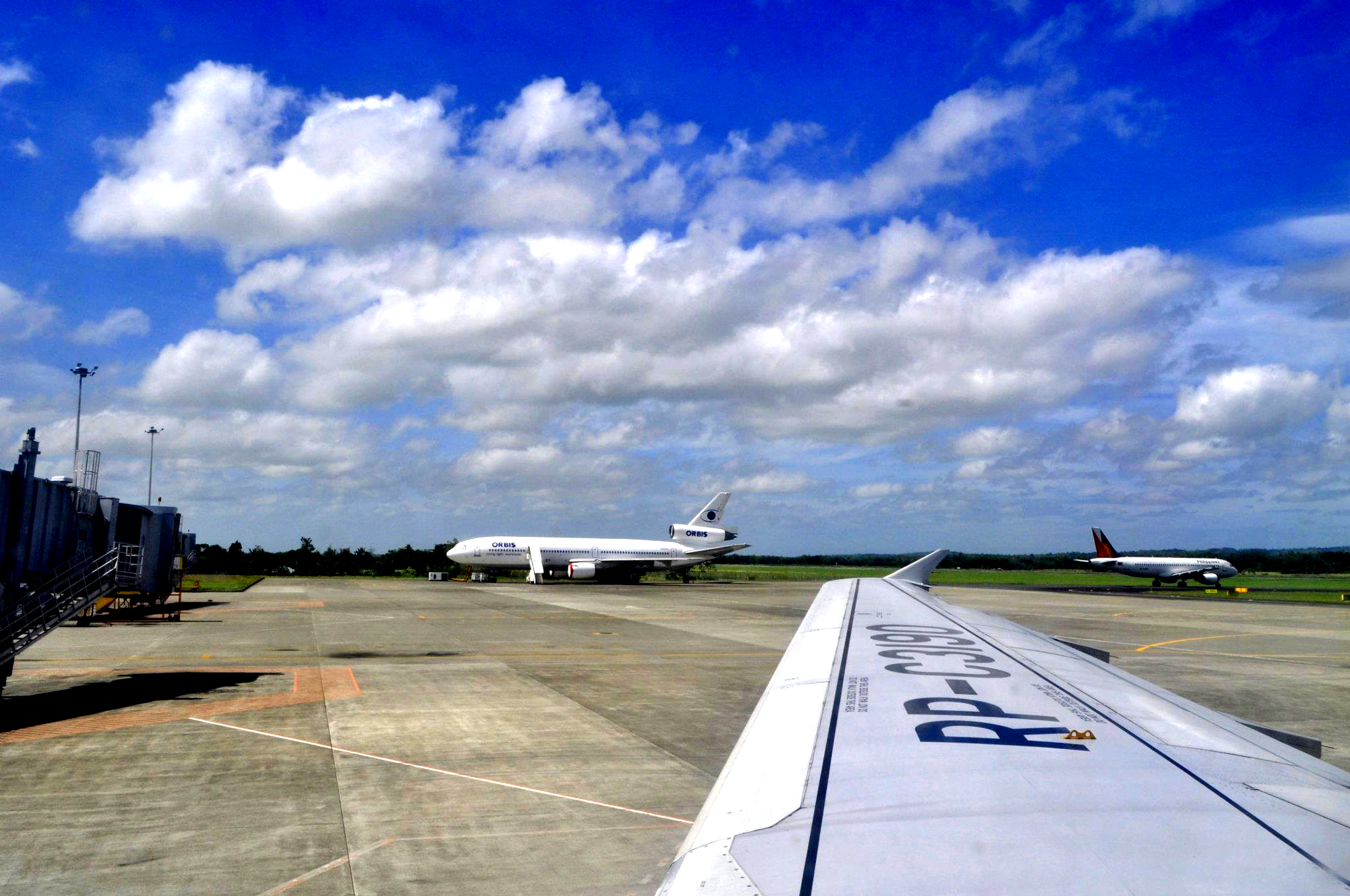
Самолёты в аэропорту.

В 2011 году Международный аэропорт Илоило ежедневно обслуживал в среднем 42 рейса на четырёх внутренних направлениях. Во время его открытия, Управление Воздушным Транспортом предполагало, что международные рейсы из аэропорта начнутся не ранее 2008 года, хотя теоретически они могли начаться сразу после подтверждения, что Международный аэропорт Илоило соответствует стандартам ИКАО. Управление Гражданской Авиации Филиппин выдало такое подтверждение только в 2011 году.
Министерство транспорта и коммуникаций (DOTC) планировало организовать международные грузовые перевозки из этого аэропорта (шестьдесят процентов экспорта филиппинских морепродуктов приходятся на остров Панай, на котором расположен аэропорт). В качестве потенциальных первых направлений подобных грузовых рейсов были названы Япония и Гонконг.
31 января 2008 года мэрия города Илоило объявила, что Cebu Pacific рассматривает возможность международных полётов из Илоило, первоначально в Гонконг, чтобы удовлетворить спрос большой филиппинской диаспоры там. Филиппинские авиалинии позже также объявили о своём намерении обслуживать этот маршрут, предположив туристическим властям Илоило запустить чартерный рейс три раза в неделю используя аэробус PAL А320. Кроме того, чиновники из мэрии считали, что открытие офиса Cathay Pacific в Илоило является хорошим предзнаменованием для будущего маршрута в Гонконг. В дополнение к рейсу в Гонконг, Центр исследований и коммуникаций Азиатско-Тихоокеанского Университета считал перспективными авиарейсы из Илоило в Японию, Южную Корею и Китай. Первый международный рейс из Илоило вылетел 8 ноября 2012 года в Гонконг.
PAL Express, дочерняя компания Филиппинских авиалиний, рассматривает возможность прямого маршрута из Илоило в Малай для увеличения Боракайского туристического трафика. Резолюция, принятая Советом по местному развитию Илоило, призывает президента PAL открыть прямые рейсы в Малай из Илоило, но руководство авиакомпании пока сомневается в целесообразности такого маршрута, ссылаясь на перегруженность аэропорта назначения (Godofredo P. Ramos Airport).

## Транспортная инфраструктура

### Автодорога

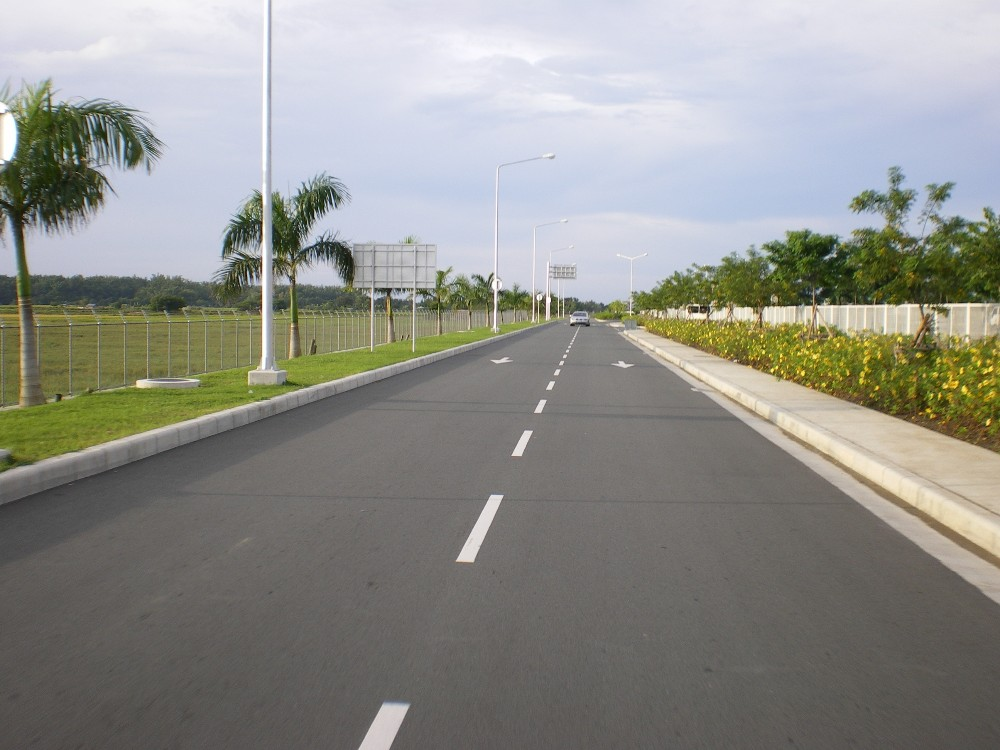
Дополнительное шоссе, ведущее к комплексу аэропорта.

Международный аэропорт Илоило соединён с городом Илоило через шоссе Томаса Конфесора. Подъездные пути достаточно широкие, имеют четыре полосы движения. Примерное время в пути до аэропорта из города около тридцати минут.
Для избежания пробок на основной дороге в часы пик, было построено дополнительное трёхкилометровое шоссе. Шоссе, стоимостью 124 000 000 песо (2 600 000 долларов США), улучшило доступность аэропорта как с северной части провинции Илоило, так и с южной части провинции Капис, а также сократило время поездки из этих мест в аэропорт, по крайней мере на пятнадцать минут. Двухполосное шоссе открыто в июле 2010 года.

#### Общественный транспорт
Хотя маршруты общественного транспорта из аэропорта и изучаются, в настоящее время Совет по регулированию общественного транспорта и франчайзингу Филиппин (LTFRB) франшиз на транспортные услуги в аэропорту не предоставлял. Некоторые транспортные операторы проявляют интерес к запуску услуги трансфера в аэропорт из Илоило, в то время как другие разработали предложения непосредственно по маршрутам общественного транспорта из Илоило в аэропорт. Из города Илоило, услуги трансфера в настоящее время доступны только с торговых центров Shopping Mall City Iloilo и Jaro Plaza.
Чтобы добраться из аэропорта до города Илоило или наоборот может быть нанято любое такси. Водитель такси, скорее всего, сделает выбор в пользу фиксированной ставки, а не с счётчика. По состоянию на 2016 год, в зависимости от района города, стоимость такси составит между 350—400 песо.
C помощью джипни из Международного аэропорта Илоило можно попасть в города Кабатуан, Санта-Барбара, Калиног и Ханиуай.

### Железная дорога
Для связи аэропорта с городом Илоило планировался прямой поезд, похожий на аэроэкспресс в Гонконге или его аналог в других городах. Для проверки осуществимости подобного проекта, по заказу мэрии города, было проведено исследование. Альтернативным предложением является воссоздание в настоящее время не действующей сети железных дорог Панай (Panay Railways). Реализация ни одного из этих проектов, в настоящее время, не начата.